# Кавтарадзе, Иван Алексеевич
Иван Алексеевич Кавтарадзе (1902 — не ранее 1970) — председатель колхоза имени Кирова Цителицкаройского района Грузинской ССР. Герой Социалистического Труда.

## Биография
Родился в 1902 году в Грузии в Сигнахском уезде Тифлисской губернии, ныне — Дедоплисцкаройского муниципалитета края Кахетия, Грузия. Грузин.
С началом в Грузинской ССР коллективизации сельского хозяйства возглавил в 1927 году сельскохозяйственную артель в селении Архилоскало Цителицкаройского района, которая позже стала колхозом имени Кирова. Кавтарадзе вывел этот колхоз в один из крупнейших зерновых колхозов республики. Возглавляемый им колхоз отличался высокой культурой производства, в котором строго соблюдался травопольный севооборот, применялись передовые приёмы агротехники, по всем правилам велись обработка почвы и внесение удобрений.
За успешное выполнение заданий Правительства по развитию сельского хозяйства в период Великой Отечественной войны Иван Алексеевич награждён орденом Ленина, а по итогам работы в 1945 году — орденом «Знак Почёта». За самоотверженный труд в годы войны награждён медалью «За доблестный труд в Великой Отечественной войне 1941—1945 гг.»
В послевоенные годы Четвёртой пятилетки (1946—1950) хлеборобы многоотраслевого колхоза имени Кирова продолжали наращивать сборы урожая зерновых и очень скоро достигли довоенного уровня. В колхозе успешно развивались овцеводство, свиноводство и пчеловодство, содержалось более 20 тысяч голов овец, 1500 голов крупного рогатого скота, на коневодческой ферме выращивались племенные кони.
По итогам работы в 1946 году кировчанами получен урожай пшеницы по 17 центнеров с гектара на площади 1050 гектаров и по 39 центнеров — на площади 20 гектаров.
Указом Президиума Верховного Совета СССР от 19 марта 1947 года за получение высоких урожаев пшеницы и ржи в 1946 году Кавтарадзе Ивану Алексеевичу присвоено звание Героя Социалистического Труда с вручением ордена Ленина и золотой медали «Серп и Молот»
Этим же указом высокого звания был удостоен и передовой бригадир колхоза имени Кирова Кобаидзе, Степан Семёнович. Они оба и хлебороб из соседнего колхоза Меликишвили Иван Андреевич стали первыми Героями Социалистического Труда среди сельскохозяйственных тружеников Грузинской ССР и одними из немногих в республике, удостоенных этого звания за высокие урожаи зерновых.
В последующие годы колхоз имени Кирова продолжал удерживать лидирующее место среди сельхозпроизводителей Грузинской ССР, ежегодно засевая под зерновые культуры до 1,5 тысячи гектаров земли. К 30-й годовщине Октябрьской революции колхоз обязался получить не менее чем по 22 центнера озимой пшеницы с гектара.
За период правления И. А. Кавтарадзе колхозом имени Кирова было построено 5 ферм, электростанция, телефонная станция, кирпично-черепичный завод, современное жильё для колхозников.
Неоднократный участник Выставки достижений народного хозяйства (ВДНХ).
Проживал в селе Архилоскало ныне — Дедоплисцкаройского муниципалитета края Кахетия Грузии.

## Награды
- Золотая медаль «Серп и Молот» (19.03.1947)[2]
- орден Ленина (21.02.1948)[3]
- орден Ленина (07.04.1944)
- орден «Знак Почёта»  (24.02.1946)
- орден «Знак Почёта»  (02.04.1966)
- Медаль «За трудовую доблесть»
- Медаль «В ознаменование 100-летия со дня рождения Владимира Ильича Ленина»
- Медаль «За доблестный труд в Великой Отечественной войне 1941—1945 гг.»
- Медаль «Ветеран труда»
- медали Выставки достижений народного хозяйства (ВДНХ)
- и другими